# شهرستان کربن (وایومینگ)
شهرستان کربن، وایومینگ (به انگلیسی: Carbon County, Wyoming) یک سکونتگاه مسکونی در ایالات متحده آمریکا است که در وایومینگ واقع شده‌است.

## خصوصیات
شهرستان کربن ۲۰٬۶۲۶٫۷۸ کیلومترمربع مساحت دارد.